# NyhedsInformation
NyhedsInformation er Danmarks førende tværfaglige medie på pleje- og ældreområdet udgivet siden 1990. Avisen udkommer 11 gange om året og henvender sig til ledere og beslutningstagere samt private leverandører indenfor pleje- og ældreområdet. NyhedsInformation er dermed bindeled mellem den offentlige sektor og de private leverandører, som forsyner sektoren med produkter og serviceydelser. 
Oplaget lå i 2013 iflg. Danske Specialmedier på 7.945, samt et læsertal på 12.000 læsere iflg. Gallup. 
På NyhedsInformations hjemmeside findes en daglig netavis, udbudsovervågning, brancheregister, jobmarked, markedsplads og artikelarkiv.
NyhedsInformation har siden starten i 1990 haft skiftende ejere og blev i 2002 overtaget af Aller Business, der ville opbygge en stor dansk fagbladsvirksomhed. Den 1. januar 2010 blev NyhedsInformation overtaget af Danske Fagmedier ApS.

## Ekstern henvisning
- www.nyhedsinformation.dk